# Океанические кальмары
Океанические кальмары (лат. Oegopsida) — отряд моллюсков из класса головоногих. Вместе с Myopsina ранее считался подотрядом отряда Teuthida и был известен как Oegopsina. Переклассификация связана с тем, что Oegopsina и Myopsina не продемонстрировали, что образуют кладу.
Oegopsida — часто пелагические кальмары; некоторые виды обитают в прибрежных водах и океане и связаны с морскими горами. Отряд включает 24 семейств и 69 родов, имеющих следующие общие черты: голова без карманов для щупалец, глаза не имеют роговичного покрытия, руки и булавы щупалец могут иметь крючки, щечные опоры без присосок, яйцеводы у самок парные.
Два семейства, Bathyteuthidae и Chtenopterygidae, которые имеют черты, характерные для Myopsida, сохраняя при этом другие общие черты с Oegopsina, ранее включались в это семейство, но теперь помещены в свой собственный отряд Bathyteuthida.
Oegopsida отличаются от прибрежных Myopsida, характеризующихся родом Loligo, у которых есть роговичные покровы над глазами и карманы для щупалец, но нет крючков, нет присосок на щечных опорах и есть один яйцевод.
Кальмары Oegopsida — единственные десятиногие, у которых нет кармана для щупалец. В остальном они разделяют разные признаки с разными группами десятиногих. Как Bathyteuthida и Myopsida, Oegopsida имеют брахиальный канал, который отсутствует у других форм. Как и у Spirulidae и Idiosepiidae, у Oegopsida отсутствуют присоски на щечных опорах, и, как у Bathyteuthida, Idiosepiidae и Spirulidae, у них нет кольцевых мышц на присосках.

## Эволюция
Самые ранние окаменелости Oegopsida — фрагменты челюстей из сантонского или раннего кампанского яруса группы Yezo на Хоккайдо, Япония. Эти фрагменты челюстей чрезвычайно велики, что позволяет предположить, что Oegopsida уже на ранней стадии могли развить очень большие размеры тела. Одна из этих окаменелостей была описана как род Yezoteuthis, который, по оценкам, может соперничать по размеру с современным гигантским кальмаром (Architeuthis dux). Другой фрагмент челюсти, описанный в 2023 году, оказался вдвое длиннее челюстей гигантского кальмара.

## Классификация
По данным World Register of Marine Species, на январь 2025 года отряд включает следующие надсемейства и семейства:
- Architeuthoidea Pfeffer, 1900
  - Architeuthidae Pfeffer, 1900
  - Neoteuthidae Naef, 1921
- Chiroteuthoidea Gray, 1849
  - Batoteuthidae R. E. Young & Roper, 1967
  - Chiroteuthidae Gray, 1849
  - Joubiniteuthidae Naef, 1922
  - Magnapinnidae Vecchione & R. E. Young, 1998
  - Mastigoteuthidae A. E. Verrill, 1881
  - Promachoteuthidae Naef, 1912
- Cranchioidea Prosch, 1847
  - Cranchiidae Prosch, 1847
  - Ommastrephidae Steenstrup, 1857
  - Thysanoteuthidae W. Keferstein, 1866
- Cycloteuthoidea Naef, 1923
  - Brachioteuthidae Pfeffer, 1908
  - Cycloteuthidae Naef, 1923
- Enoploteuthoidea Pfeffer, 1900
  - Ancistrocheiridae Pfeffer, 1912
  - Enoploteuthidae Pfeffer, 1900
  - Lampadioteuthidae S. S. Berry, 1916
  - Lycoteuthidae Pfeffer, 1908
  - Pyroteuthidae Pfeffer, 1912
- Octopoteuthoidea S. S. Berry, 1912
  - Lepidoteuthidae Pfeffer, 1912
  - Octopoteuthidae S. S. Berry, 1912
- Pholidoteuthoidea Adam, 1950
  - Pholidoteuthidae Adam, 1950